# Franz Biebl
Franz Xavier Biebl (Pursruck, 1º settembre 1906 – 2 ottobre 2001) è stato un compositore tedesco, particolarmente noto per la sua opera corale.
La sua composizione più famosa è l'Ave Maria